# جمال الدين سيد محمد
جمال الدين سيد محمد تخرج في كلية الألسن جامعة عين شمس عام 1963 قسم اللغة الصربو كرواتية حصل على الماجستير في عام 1976 وعلى الدكتوراة في عام 1979 من كلية اللغات بجامعة بلغراد من أشهر مؤلفاته: الأدب اليوغسلافى المعاصر، مقدونية بين الماضى والحاضر، مصر وعدم الإنحياز، البوسنة والهرسك، اليشانقة-التاريخ والثقافة وهو عضو في اتحاد كتاب جمهورية مصر العربية. له ترجمات من الأدب اليوغسلافي إلى اللغة العربية، وقام بترجمة مسرحية «حرم جناب الوزير» ونشر عديدا من الأبحاث في مجال الأدب اليوغسلافي والدراسات المقارنة في المجلات العربية (العربي الكويتية، والثقافة المصرية، والثقافة الجزائرية، والفيصل السعودية).

## مؤلفاته
- الأدب اليوغسلافي المعاصر[3]
- البوسنة والهرسك[4][5]
- الآنسة[6]
- كان ياما كان وقصص أخرى[7][8]
- دراسات في نظرية الترجمة في ضوء الخبرات باللغة العربية[9]
- العائلة الحزينة[10]
- اللعبة الخطرة[1]
- البشانقة التاريخ والثقافة[11]